# كينسلي مادو
كينسلي مادو (بالبرتغالية: Kingsley Madu‏) (12 ديسمبر 1995 نيجيريا - ) هو لاعب كرة قدم برتغالي، شارك في كرة القدم في الألعاب الأولمبية الصيفية 2016.

## وصلات خارجية
كينسلي مادو على موقع الاتحاد الدولي (مؤرشف)  (الإنجليزية)
- كينسلي مادو على موقع الاتحاد الأوربي (الإنجليزية)
- كينسلي مادو على موقع إي إس بي إن إف سي (الإنجليزية)
- كينسلي مادو على موقع قاعدة بيانات كرة القدم.إي يو (الإنجليزية)
- كينسلي مادو على موقع ليكيب (الفرنسية)
- كينسلي مادو على موقع ناشيونال فوتبول تيمز (الإنجليزية)
- كينسلي مادو على موقع Soccerway.com (الإنجليزية)
- كينسلي مادو على موقع عالم كرة القدم.نت (الإنجليزية)
- كينسلي مادو على موقع اللجنة الأولمبية الدولية (الإنجليزية)
- كينسلي مادو على موقع أوليمبيديا (الإنجليزية)